# Franc (priimek)
Franc je priimek v Sloveniji, ki ga je po podatkih Statističnega urada Republike Slovenije na dan 1. januarja 2010 uporabljalo 174 oseb in je med vsemi priimki po pogostosti uporabe uvrščen na 2.516. mesto.

## Znani slovenski nosilci priimka
- Urban Franc (*1975), smučarski skakalec

## Znani tuji nosilci priimka
- Tugomir Franc (1935—1983), hrvaški operni pevec, basist